# Éditions Privat
Pour les articles homonymes, voir Privat.
Les Éditions Privat sont une maison d'édition française, fondée en 1839 par Édouard Privat, installée à Toulouse, spécialisée dans l'histoire des villes et des régions.
Elle a depuis enrichi son ancrage patrimonial et diversifié son catalogue dans les domaines des sciences humaines, l'aviation ou la jeunesse.
En novembre 2019, la maison d'édition Privat crée une nouvelle marque d'édition avec Jean-Marie Périer intitulée « Loin de Paris ».

## Histoire
Les Éditions Privat sont fondées en 1839 par Édouard Privat, avec l’intention de promouvoir une culture régionale. Elles restent une des rares maisons d’édition françaises à rayonnement national à n’être pas située à Paris. Elles ont été achetées par les laboratoires Pierre Fabre en 1995. Situées en plein cœur du centre historique de Toulouse au 10, rue des Arts, elles sont aujourd'hui complètement indépendantes de la librairie Privat située au 14, rue des arts à Toulouse.
Leur diffuseur est la Sofedis basée à Paris, et leur distributeur la Sodis.

### Collections
Les éditions Privat publient leurs ouvrages dans diverses collections :
- la collection « Aviation », traitant de l'histoire du secteur aéronautique ;
- la collection « Histoire et documents », regroupant des écrits de spécialistes, ainsi que des romans et des témoignages historiques ;
- la collection « Régionalisme », regroupant les ouvrages traitant des villes et des régions de France ;
- la collection « Jeunesse », toute dernière collection des éditions Privat regroupant les tomes des aventures de Violette Mirgue ;
- la collection « Nature et environnement ».

### Revues
Sont également éditées par les Éditions Privat :
- les Annales du Midi, ayant pour sujet l'histoire de la France méridionale et dont la publication est trimestrielle.

## Récompenses littéraires
- José Falco, pilote de chasse, de Pierre Challier, prix Charles-Dollfus 2015 de l'Aéro-Club de France.
- L'extraordinaire voyage en Perse d'un botaniste - André Michaux : 1782-1785, de Régis Pluchet, Coup de cœur 2015 de l'Association des journalistes du jardin et de l'horticulture.
- Jean le cagot, maudit en terre d'Oc, de Jean-Jacques Rouch, prix Joseph-Laurent-Olive du Salon du livre d'histoire de Mirepoix en 2013.
- Riquet, le génie des eaux, de Mireille Oblin-Brière, prix de l'Académie de Languedoc et prix Joseph-Laurent-Olive du Salon du livre d'histoire locale de Mirepoix en 2013.
- L’Ombre de Némésis, de François Adrien, prix Écume de Mer 2011 de la Fédération nationale du Mérite maritime[6], prix 2011 du Cercle de la mer[7] et médaille de vermeil 2011 de l’Académie internationale de Lutèce.
- Aéropostale, les carnets de vol de Léopold, d’Yves Marc et Sophie Binder, mention spéciale du jury du prix Guynemer 2011[8], prix Agora 2010[9] et prix Pierre-Georges-Latécoère 2010 de l’Académie des Jeux floraux[10].
- Armagnac, la plus vieille eau de vie de France, de Chantal Armagnac et Alain Muriot, prix Gourmand World Cook Book 2009, catégorie « Meilleur livre sur les boissons »[11].
- De gré ou de force, de Mathilde Tournier, médaille d'argent de l’Académie des Jeux floraux en 2010[12].
- Le Chevalier Assis, de Nicolas Gouzy, prix du Salon du livre de Montgiscard 2010.
- Olivier de Termes, le cathare et le croisé, de Gauthier Langlois, prix Édouard-Privat 2000[13] et prix Joseph-Laurent-Olive 2001 du Salon du livre de Mirepoix[14].